# 耶稣圣心主教座堂 (献县)
献县张庄耶稣圣心主教座堂是位于中国河北省献县的一座大型天主教教堂，天主教献县教区的主教座堂。献县教区是中国北方一个历史悠久、影响深远的天主教教区，有“华北第一堂”之称。已列为河北省文物保护单位。
此堂位于县城东部张家庄村，分东西两个大院，总占地315亩。

## 历史
献县地区的天主教团体可以追溯到17世纪初的利玛窦时代，是中国最古老的天主教团体之一。1856年5月30日，天主教北京教区一分为三：直隶北境代牧区（主教座堂在北京）、直隶西南代牧区（主教座堂在正定）和直隶东南代牧区。前2个教区由遣使会负责，而直隶东南代牧区交给法国耶稣会负责，成为耶稣会在中国开辟的两大教区之一（另一个是以上海徐家汇为中心的江南代牧区）。直隶东南代牧区包括河间、大名、广平3府，冀、深2州、35个县，成立时有9500名信徒，首任主教是郎怀仁（Adrien Languillat）。1857年4月，郎怀仁起初选定的主教座堂是在威县赵家庄，因为盗匪横行，1861年10月被迫北迁到献县城东1千米的张庄，1863年（清同治二年）10月2日开始兴建耶稣圣心主教座堂，到1866年3月28日祝圣。主教座堂为哥特式建筑，长50米，宽21米，可容纳2000余人。号称“华北第一堂”。主教座堂建成之前的1865年，郎怀仁主教调任江南代牧区，第2任主教为杜巴尔（Eduard Dubar）。
1900年发生庚子之乱，直隶东南代牧区的50575名教友中死亡了5153人（另有4名神甫），674座教堂绝大部分被毁。主教座堂则幸存了下来。
1937年以前，主教座堂占地七百余亩，有6座圣堂，14座楼房，平房数百间，总计房舍有1300间，还建有花园、鱼池、运动场等，驻堂人员达1200人(不算学生)。总堂机构分东西两大院。东大院都是男性机构，有主教府、大修院、耶稣会院、初学院、文学院、哲学院及慕华中学和小修院。西大院都是女性机构，有4个女修会（外籍宝血会、拯亡会、国籍炼灵主母会、献堂会）及女校、若瑟医院和育婴堂。总堂内还有不少工厂、作坊，有发电房、制药厂、木器厂、白铁厂、酿酒厂、绣花房、洗衣房等，特别是献县印书房1874年成立，在中外宗教界学术界享有声誉。
1966年文化大革命期间，主教座堂被关闭并拆毁，赵振声主教也于1968年10月15日死于狱中。教堂辅助建筑则基本保持原貌，1980年恢复宗教活动。1993年，被列为河北省文物保护单位。2000年，新任的李连贵主教开始在原堂址以西50米处重建主教座堂，建筑面积1000平方米，塔楼高46米，大堂前广场4900平方米。其建筑风格仍为哥特式，灰色外墙。2003年10月1日，新教堂举行祝圣典礼，正式启用。

## 保护
1993年7月15日，张庄天主教堂由河北省人民政府公布为河北省第三批文物保护单位，编号1-6。